# Irreplaceable
Irreplaceable – piosenka amerykańskiej wokalistki rhythm and bluesowej Beyoncé Knowles, pochodząca z jej drugiego albumu solowego, B’Day.
W założeniu nie została napisana dla Knowles, dlatego wokalistka stworzyła własną aranżację, która zmieniła jej pierwotne brzmienie country na contemporary R&B. Tekst utworu mówi o rozpadzie związku z niewiernym mężczyzną, co było bezpośrednio związane ze wspólną wizją Beyoncé i Ne-Yo, przewidującą nagranie piosenki, do której mógłby odnieść się każdy. „Irreplaceable” stanowi ponadto hymn ku empowermentowi kobiet.
„Irreplaceable” została wydana jako trzeci singel promujący album w Stanach Zjednoczonych oraz drugi na rynku międzynarodowym. Piosenka odniosła duży sukces komercyjny i spotkała się z pozytywnymi ocenami krytyków, stając się drugim najlepiej sprzedającym singlem w karierze Knowles, po „Crazy in Love”, a także najpopularniejszym utworem z B’Day.
Utwór pozostawał na szczycie Billboard Hot 100 przez dziesięć tygodni i uzyskał status trzykrotnej platyny za sprzedaż powyżej trzech milionów kopii. „Irreplaceable” był najlepiej sprzedającym się singlem 2007 roku w Stanach Zjednoczonych oraz 25. najlepiej sprzedającym się singlem lat 00. w tym kraju.
Magazyn muzyczny Rolling Stone umieścił utwór na 60. miejscu listy 100 najlepszych piosenek dekady, a Pitchfork Media na 183. pozycji zestawienia 500 najlepszych utworów dekady. Z kolei witryna About.com wyróżniła „Irreplaceable” jako 4. najlepszą piosenkę R&B roku 2006.
„Irreplaceable” został w oryginale stworzony z myślą o Chrisette Michele. Norweski zespół producencki Stargate oraz amerykański wokalista i autor tekstów Ne-Yo kompletowali materiał na B’Day, jednak Tor Erik Hermansen ze Stargate powiedział, że „na płycie nie poszli w kierunku wyznaczonym przez piosenkę.” Utwór początkowo nie pasował do głosu Knowles, a Ne-Yo napisał tekst z perspektywy mężczyzny. „Irreplaceable” utrzymana była w stylu country, dlatego myślał on o podarowaniu jej Shanii Twain lub Faith Hill. Jednak, gdy dodano do niej dźwięki perkusji, piosenka nabrała rhythm and bluesowego brzmienia, a Ne-Yo zaczął rozważać nagranie ścieżki łączącej contemporary R&B z elementami country.
Kiedy do Ne-Yo dołączył zespół produkcyjny, nagrali wstępną wersję piosenki z mężczyzną stanowiącym główny wokal. Uznali wtedy, że głos kobiecy byłby bardziej odpowiedni. Knowles otrzymała demo „Irreplaceable”, gdy była w trakcie nagrywania B’Day. Zwróciła się do producentów z zapytaniami o ewentualną możliwość zmian, w tym aranżacji wokalnych i zwiększeniu udziału niektórych instrumentów. Espen Lind i Amund Bjørklund stworzyli refren i części gitarowe, natomiast Jim Caruana zajął się inżynierią dźwięku, a Jason Goldstein „złożeniem” wszystkich elementów w całość.
Po zakończeniu sesji nagraniowych „Irreplaceable”, Ne-Yo przyznał, że Beyoncé wyraziła dzięki piosence rzeczy, które nie dawały jej spokoju. Poza tym była zadowolona z ogólnego oddźwięku utworu, gdyż od początku chciała stworzyć nagranie, z którym mogłaby się utożsamić każda kobieta.
Piosenka wywołała kontrowersje związane z udziałem w jej tworzeniu. Ne-Yo udzielił MTV wywiadu, by wyjaśnić wszelkie wątpliwości na ten temat: „Beyoncé dawała gdzieś koncert i nim wykonała „Irreplaceable” powiedziała, 'Napisałam tę piosenkę dla moich dziewczyn', po czym ją zaśpiewała. Utwór powstał we współpracy z nią. Ja stworzyłem tekst, cały tekst. Beyoncé pomogła mi z melodią i aranżacją wokalną, co czyni ją współautorką. Wymienianie mojego i jej wkładu jest tym, co naprawdę stanowi ta piosenka.”

## Tekst
"Irreplaceable” opowiada o kobiecie, która zerwała ze swoim chłopakiem po tym, jak dowiedziała się, że ją zdradzał. W zamyśle tekst stanowić miał deklarację niezależności kobiet. Hermansen opisał utwór, jako „ścieżkę, która może przypaść do gustu ludziom na wszystkich ścieżkach życia”, podczas gdy Knowles uznała go za „nieco szczery.” Ponownie pytana o piosenkę, powiedziała: „Podstawą jest to, że nie możemy zapomnieć o naszej mocy i wartości. Czasami... jesteś tak zakochana, że o tym zapominasz. Czasami czujesz, że nie jesteś... doceniana. I... czasami oni zapominają, że mogą zostać zastąpieni przez kogoś innego.” Bill Lamb z About.com zauważył, że empowerment kobiet występujący w „Irreplaceable” jest podobny do koncepcji książki Waiting to Exhale (1995) Terry’ego McMillana.

## Wydanie i wykonania na żywo
„Irreplaceable” został na rynku międzynarodowym wydany jako drugi singel promujący B’Day. 26 października 2006 roku w Wielkiej Brytanii ukazały się jego dwie wersje: standardowe CD z albumową wersją piosenki i remiksem „Ring the Alarm” oraz wydanie złożone z wykonania albumowego, trzech remiksów „Ring the Alarm” oraz teledysku do tegoż utworu. W tym samym tygodniu w Wielkiej Brytanii premierę miała również płyta gramofonowa z „Irreplaceable”. 6 listopada singel wydany został w Australii i składał się z wersji albumowej oraz dwóch remiksów „Déjà Vu”.
W Stanach Zjednoczonych „Irreplaceable” był trzecim singlem promującym B’Day, po „Déjà Vu” i „Ring the Alarm”. Miał premierę 5 grudnia 2006 roku i składał się z piosenki w wersji albumowej oraz instrumentalnej.
Knowles nagrała hiszpańskojęzyczną wersję utworu zatytułowaną „Irreemplazable”, która znalazła się na drugim dysku wydania deluxe B’Day. 28 sierpnia 2007 roku w Stanach Zjednoczonych, a 10 września w Wielkiej Brytanii premierę miał minialbum Irreemplazable. EP zawiera studyjną wersję oraz remiks „Irreemplazable”, utwór „Amor Gitano”, trzy wersje „Beautiful Liar”, remiks „Get Me Bodied” autorstwa Timbalanda, a także „Oye”, hiszpańską wersję „Listen”.
Knowles wielokrotnie wykonywała „Irreplaceable” na żywo. Swoim występem, śpiewając piosenkę, rozpoczęła galę 2006 American Music Awards. Zespół country Sugarland, który często wykonywał podczas swoich koncertów covery utworów wokalistki, dołączył do niej na scenie, by wspólnie wykonać „Irreplaceable” w wersji country podczas ceremonii 2007 American Music Awards. „Irreplaceable” była również piosenką, która zakończyła trasę koncertową The Beyoncé Experience w 2007 roku. Wykonanie na żywo podczas koncertu w Staples Center w Los Angeles wydane zostało na DVD The Beyoncé Experience Live!.

## Oceny krytyków
"Irreplaceable” zebrała pozytywne opinie krytyków. Bill Lamb z About.com pochwalił Stargate za „prostą, zwróconą w stronę popu produkcję”, a sam utwór uznał za „wspaniały”. Jody Rosen w recenzji dla Entertainment Weekly napisała, że piosenka jest inna od wszystkiego, co do tej pory wykonywała Beyoncé. Sarah Rodman z The Boston Globe określiła ją mianem „delikatnej, ale chwytliwej.” Spence Abbott ze strony internetowej IGN zauważył, że „Irreplaceable” i „Resentment” „podążają za tradycyjnym dźwiękiem contemporary R&B” bardziej niż pozostałe piosenki z albumu, przez co „wyróżniają się tak, jakby były nagrane oddzielnie od całego B’Day."
Lamb wyróżnił piosenkę jako jeden z najsilniejszych punktów albumu i uznał ją za „przedmiot kobiecej siły i niezależności.” Pitchfork Media nazwała „Irreplaceable” „najbardziej wyszukanym” i „najbardziej szczerym utworem” w dotychczasowej twórczości Knowles. Barry Schwartz z magazynu internetowego Stylus Magazine napisał, że „Irreplaceable” jest „niemalże perfekcyjna i zawiera najbardziej prawdziwy i emocjonalny wokal Beyoncé, jaki do tej pory zaprezentowała.”

## Sukces komercyjny
Podczas nagrywania „Irreplaceable” Hermansen uznał, że piosenka nie spotka się z dużą popularnością w stacjach radiowych ze względu na obecność gitar akustycznych i popowe brzmienie. Nie oczekiwał również przypisania jej do konkretnego gatunku. Mimo to, utwór stał się najpopularniejszym singlem z B’Day, zajmując miejsca na listach przebojów na całym świecie.
Singel 4 listopada 2006 roku zadebiutował na 87. pozycji Billboard Hot 100. Szybko jednak zaczął piąć się w górę, głównie za sprawą obecności na antenach stacji radiowych, również tych, które nadawały muzykę country. „Irreplaceable” był przez sześć tygodni najczęściej odtwarzanym utworem w amerykańskich rozgłośniach. Trzy dni po premierze, singel pomógł B’Day powrócić do pierwszej dziesiątki Billboard 200. Piosenka dotarła na szczyt Hot 100 16 grudnia, stając się czwartym utworem numer jeden w solowej karierze Knowles oraz jej drugim singlem na szczycie w roku 2006, po „Check on It”. „Irreplaceable” spędził w sumie dziesięć tygodni na 1. miejscu. Ostatnim singlem, który tego dokonał był „Gold Digger” Kanye Westa i Jamiego Foxxa w 2005 roku. „Irreplaceable” pobił tym samym dziewięciotygodniowy rekord „Baby Boy”, jednak nie zdołał pobić „Independent Women Part I” Destiny’s Child, który utrzymywał się na szczycie przez jedenaście tygodni na przełomie 2000/2001 roku. Dzięki „Irreplaceable” Knowles zajęła 3. miejsce na liście artystek z największą liczbą singli numer jeden. Wokalistka w 2006 roku była współautorką trzech piosenek na czołowej pozycji Hot 100, stając się jedną z trzech kobiet w historii, które tego dokonały, po Carole King (1971) i Mariah Carey (1991). Singel pozostawał w zestawieniu przez trzydzieści tygodni i uzyskał status trzykrotnej platyny za sprzedaż powyżej trzech milionów kopii. „Irreemplazable”, hiszpańskojęzyczna wersja „Irreplaceable”, również odniosła sukces, plasując się na 4. pozycji Hot Latin Songs.
„Irreplaceable” był najpopularniejszym singlem 2007 roku w Stanach Zjednoczonych i został umieszczony na szycie listy Top Hot 100 Hits of 2007.
Na arenie międzynarodowej „Irreplaceable” także cieszył się dużą popularnością. W Oceanii singel zadebiutował na 28. pozycji australijskiej ARIA Singles Chart, ostatecznie docierając na szczyt listy, na którym pozostawał przez trzy tygodnie. Był jednocześnie pierwszym utworem numer jeden Knowles w tym kraju. „Irreplaceable” uzyskał w Australii platynowy status za sprzedaż powyżej 70.000 kopii. Poza tym, singel był dwukrotnie obecny w zestawieniach najlepiej sprzedających się singli roku w Australii; zajął 23. miejsce w 2006 i 42. miejsce w 2007. W Nowej Zelandii piosenka zadebiutowała na pozycji 3., awansując następnie na szczyt i spędzając w sumie 18 tygodni na liście. W większości krajów europejskich singel zajmował miejsca w czołówkach notowań. W Wielkiej Brytanii uplasował się na 4. miejscu i spędził dwanaście tygodni w pierwszej dwudziestce UK Singles Chart, w sumie pozostając na liście przez 25 tygodni. W brytyjskim iTunes „Irreplaceable” jest, tuż za utworami z I Am... Sasha Fierce, najczęściej kupowaną piosenką Knowles.

### Nagrody
„Irreplaceable” otrzymała nagrodę Soul Train Music Award w kategorii najlepszy singel R&B/soulowy, a także statuetkę dla ulubionej piosenki na gali Nickelodeon Kids’ Choice Awards. W 2008 roku była również nominowana do nagrody Grammy w kategorii nagranie roku, a także do VH1 Soul Vibe za utwór roku. „Irreplaceable” została wyróżniona jako jedna z pięciu najczęściej wykonywanych piosenek roku na gali ASCAP Music Awards.

## Wideoklip
Wideoklip do „Irreplaceable” nakręcony został przez Anthony’ego Mandlera i zawiera debiutancki występ zespołu koncertowego Knowles, Suga Mama. W rolę byłego chłopaka wokalistki wcielił się model Bobby Roache, który zagrał również policjanta w teledysku do „Ring the Alarm”, a także pojawił się na scenie jako wojownik podczas występu Jaya-Z i Beyoncé w ramach Fashion Rocks 2006. Wideo wydane zostało w 2007 roku na B’Day Anthology Video Album. Fragment teledysku, w którym Knowles tańczy przed szklanymi drzwiami zainspirowany był jednym z filmów o Jamesie Bondzie. W styczniu 2008 roku, na antenie MTV Tr3s, premierę miał wideoklip do „Irreemplazable”, hiszpańskojęzycznej wersji „Irreplaceable”.
Teledysk opowiada historię obrazującą tekst piosenki. Roache powiedział: „Kazała mi spakować wszystkie moje rzeczy, zostałem wykopany – tak zaczyna się wideo.” W połowie wideoklipu Beyoncé podąża za swoim byłym chłopakiem na zewnątrz domu i opiera się o maskę Jaguara XK, obserwując, jak wynosi swoje bagaże. Po chwili okazuje się, że czekała na zewnątrz wyłącznie po to, by odebrać to, co mu kupiła. Po tym mężczyzna opuszcza jej dom taksówką. Między tymi ujęciami przedstawione są obrazy Knowles przeglądającej się w lustrze; ubranej w spódnicę z wysokim stanem, malującej się szminką i z wałkami na włosach. Pod koniec teledysku, wokalistka śpiewa ze swoim, złożonym z samych kobiet, zespołem Suga Mama. Wideo kończy się tym, jak Beyoncé wita w drzwiach swojego nowego chłopaka.

### Nagrody
"Irreplaceable” zdobył nagrodę dla wideoklipu roku na gali BET Awards 2007. Teledysk nominowany był również do MTV Video Music Award w tej samej kategorii. Wideo nominowane było również do nagrody Michaela Jacksona dla najlepszego teledysku R&B/soulowego lub rapowego na gali Soul Train Music Awards. Wokalistka przegrała jednak z raperem (i mężem) Jayem-Z i jego teledyskiem do „Show Me What You Got”.

## Listy utworów i formaty
Amerykański minialbum z remiksami
1. „Irreplaceable” (Ralphi & Craig Club Radio Remix) – 4:08
2. „Irreplaceable” (Ralphi & Craig Club Voc Remix) – 8:51
3. „Irreplaceable” (Ralphi Rosario Dub Remix) – 9:27
4. „Irreplaceable” (Maurice Joshua Remix Edit) – 4:05
5. „Irreplaceable” (Maurice Joshua Club Remix) – 7:06
6. „Irreplaceable” (feat. Ghostface Killah) – 4:45
7. „Irreplaceable” (DJ Speedy Remix) – 4:20

Australijski minialbum
1. „Irreplaceable” (wersja albumowa) – 3:47
2. „Déjà Vu” (remiks klubowy autorstwa Freemasons) – 8:05
3. „Déjà Vu” (remiks) – 3:54

Singel Maurice'ego Joshua (wyłącznie w Australii)
1. „Irreplaceable” (remiks autorstwa Maurice'ego Joshua w wersji radiowej) – 4:05

Wydanie niemieckie
1. „Irreplaceable” (wersja albumowa) – 3:47
2. „Ring the Alarm” (remiks autorstwa Freemasons w wersji radiowej) – 3:27

## Pozycje na listach
| Kraj (2006)   | Najwyższa pozycja |
| ------------- | ----------------- |
| Australia     | 1                 |
| Austria       | 11                |
| Belgia        | 13                |
| Brazylia      | 3                 |
| Bułgaria      | 10                |
| Chiny         | 1                 |
| Czechy        | 80                |
| Dania         | 9                 |
| Estonia       | 5                 |
| Filipiny      | 1                 |
| Francja       | 10                |
| Grecja        | 10                |
| Holandia      | 3                 |
| Irlandia      | 1                 |
| Japonia       | 12                |
| Kanada        | 3                 |
| Litwa         | 5                 |
| Niemcy        | 11                |
| Nowa Zelandia | 1                 |

| Kraj (2006)                               | Najwyższa pozycja |
| ----------------------------------------- | ----------------- |
| Norwegia                                  | 8                 |
| Polska                                    | 2                 |
| Portugalia                                | 2                 |
| Peru                                      | 87                |
| Rumunia                                   | 4                 |
| Republika Południowej Afryki              | 6                 |
| Singapur                                  | 4                 |
| Słowacja                                  | 4                 |
| Słowenia                                  | 2                 |
| Szwajcaria                                | 9                 |
| Szwecja                                   | 19                |
| Węgry                                     | 1                 |
| Wielka Brytania                           | 4                 |
| Włochy                                    | 10                |
| Stany Zjednoczone (Billboard Hot 100)     | 1                 |
| Stany Zjednoczone (Hot Dance Club Play)   | 1                 |
| Stany Zjednoczone (Hot R&B/Hip-Hop Songs) | 1                 |
| Stany Zjednoczone (Pop 100)               | 1                 |

### Certyfikaty
| Kraj              | Certyfikat              |
| ----------------- | ----------------------- |
| Australia         | Platyna (70.000+)       |
| Nowa Zelandia     | Platyna (15.000+)       |
| Stany Zjednoczone | 3x Platyna (3.000.000+) |